# Plectophila ascripta
Plectophila ascripta är en fjärilsart som beskrevs av Lucas 1901. Plectophila ascripta ingår i släktet Plectophila och familjen plattmalar. Inga underarter finns listade i Catalogue of Life.